# Elsa M’Bala
Elsa M’Bala (geb. 1988 in Yaoundé), auch bekannt unter dem Künstlernamen A.M.E.T., ist eine kamerunisch-deutsche Klangkünstlerin, Musikerin und Performerin.

## Leben
M’Bala wuchs zunächst in Yaoundé, der Hauptstadt Kameruns, auf. Mit zwölf Jahren zog sie mit ihrer Familie nach Eggenstein in Deutschland. In Deutschland erlernte sie mehrere Sprachen und absolvierte später ein Studium der Sozialwissenschaften. Nach ihrem Studium reiste sie durch Europa und kam schließlich nach Deutschland zurück, wo sie ihre Karriere als Musikerin und Performerin startete. Im Jahr 2012 zog sie zurück nach Kamerun, um ihre künstlerische Arbeit fortzusetzen und sich neuen digitalen Klangwerkzeugen und dem Cyberspace zuzuwenden. Heute lebt und arbeitet sie zwischen Berlin und Yaoundé.

## Wirken
M’Bala tritt als Soundkünstlerin in Erscheinung, die sich insbesondere durch die Verwendung von Technologie als Werkzeug zur Ermächtigung hervortut. Ihre künstlerische Praxis umfasst die Arbeit mit eigenen Aufnahmen sowie Archivmaterialien, um historische Fakten und Narrative neu zu interpretieren und deren Einfluss auf die heutige Welt zu betrachten. Ihre Werke, die sie unter anderem auf der Berlin Biennale und an zahlreichen internationalen Orten präsentierte, erforschen Themen wie Rasse, Geschlecht, Technologie und Spiritualität. Ihre Arbeiten, die sowohl Live-Performances als auch Installationen umfassen, hinterfragen westliche musikalische Normen und integrieren nicht-westliche Musikelemente, um eine umfassendere Inklusion und Sichtbarkeit zu fördern.
Ein wiederkehrendes Element in ihrer Arbeit ist die Auseinandersetzung mit Identität und Zugehörigkeit, die sie durch die Schaffung eines „lebenden Archivs“ aus Klang erkundet. M’Bala wurde 2015 als Laureat Découverte des Goethe-Instituts Kamerun ausgezeichnet und hat an verschiedenen renommierten Veranstaltungsorten wie der IfA Galerie Berlin und der Dak’Art Biennale ausgestellt.